# 카우나스
카우나스(리투아니아어: Kaunas[ˈkəʊ.nəs]듣기 (도움말·정보), 폴란드어: Kowno 코브노, 러시아어: Каунас 카우나스; 예전에는 러시아어: Ковно 코브노, 문화어: 까우나스)는 리투아니아 제2의 도시이다. 카우나스주의 중심지이기도 하며, 카우나스 시와 카우나스 군청이 동시에 자리해 있다. 또 카우나스 대교구 교회도 이곳에 있다. 카우나스는 리투아니아에서 가장 큰 네무나스강과 네리스강 사이에 있으며, 리투아니아에서 가장 큰 호수인 카우나스 저수지가 부근에 있다. 인구는 31만 명 가량이다.
빌뉴스가 폴란드령이었던 기간에는 대신 수도 역할을 맡아온 유서깊은 도시이며, 전쟁 전 유럽의 아르데코 양식이 잘 보존된 도시로도 유명하여 유럽유산등급 (European Heritage Label)으로도 지정됐다. 또 동유럽 도시로는 처음으로 유네스코 디자인 도시에 이름을 올리기도 했다. 2022년에는 룩셈부르크의 에슈쉬르알제트와 함께 유럽문화수도에 이름을 올렸다.

## 유래

### 이름
카우나스라는 이름은 리투아니아어 단어로, 사람 이름에서 유래했을 가능성이 높다.
리투아니아가 다시 독립국이 되기 전에는 '코브노' (Kovno)라고도 불렀는데 이는 카우나스를 슬라브어식으로 읽은 이름이다. 폴란드어로는 '코브노'(Kowno), 벨라루스어로는 '코우나'(Коўна)라 불렀다. 옛날 러시아어로는 '코브노'(Ковно)라 했지만 1940년부터는 원음을 살려 '카우나스'(Каунас)라 불렀다. 이디시어로는 '코브네' ( קאָװנע), 독일어로는 '카우나스'(Kaunas) 또는 '카우엔'(Kauen)이라 부른다. 도시 자체는 물론이고 도시 내에 설치된 각 구의 이름도 언어별로 이름이 다르다.

### 설화
옛날 설화에 따르면 카우나스는 고대 로마 시대에 지어진 마을이라고 한다. 당시 로마인들은 추정상 팔레몬이라고 하는 귀족이 이끌었던 것으로 보이는데, 이 팔레몬에게는 바르쿠스, 쿠나스, 스페루스라는 아들이 세 명 있었다. 팔레몬은 네로 황제의 광기에 두려움을 느끼고 로마를 떠난 신세였으며, 아들과 친척들을 데리고 멀리 리투아니아까지 다다른 것이었다. 팔레몬이 죽자 아들들이 영토를 나누어 가졌는데 그 중 쿠나스가 차지했던 영토가 지금의 카우나스였다. 쿠나스는 네무나스강과 네리스강이 만나는 지점에 요새를 지었고, 마을이 성장하면서 그 이름에 쿠나스의 이름을 붙였다고 한다. 참고로 카우나스 인근에는 '팔레모나스'라고 하는 교외지역도 있다.

## 지리

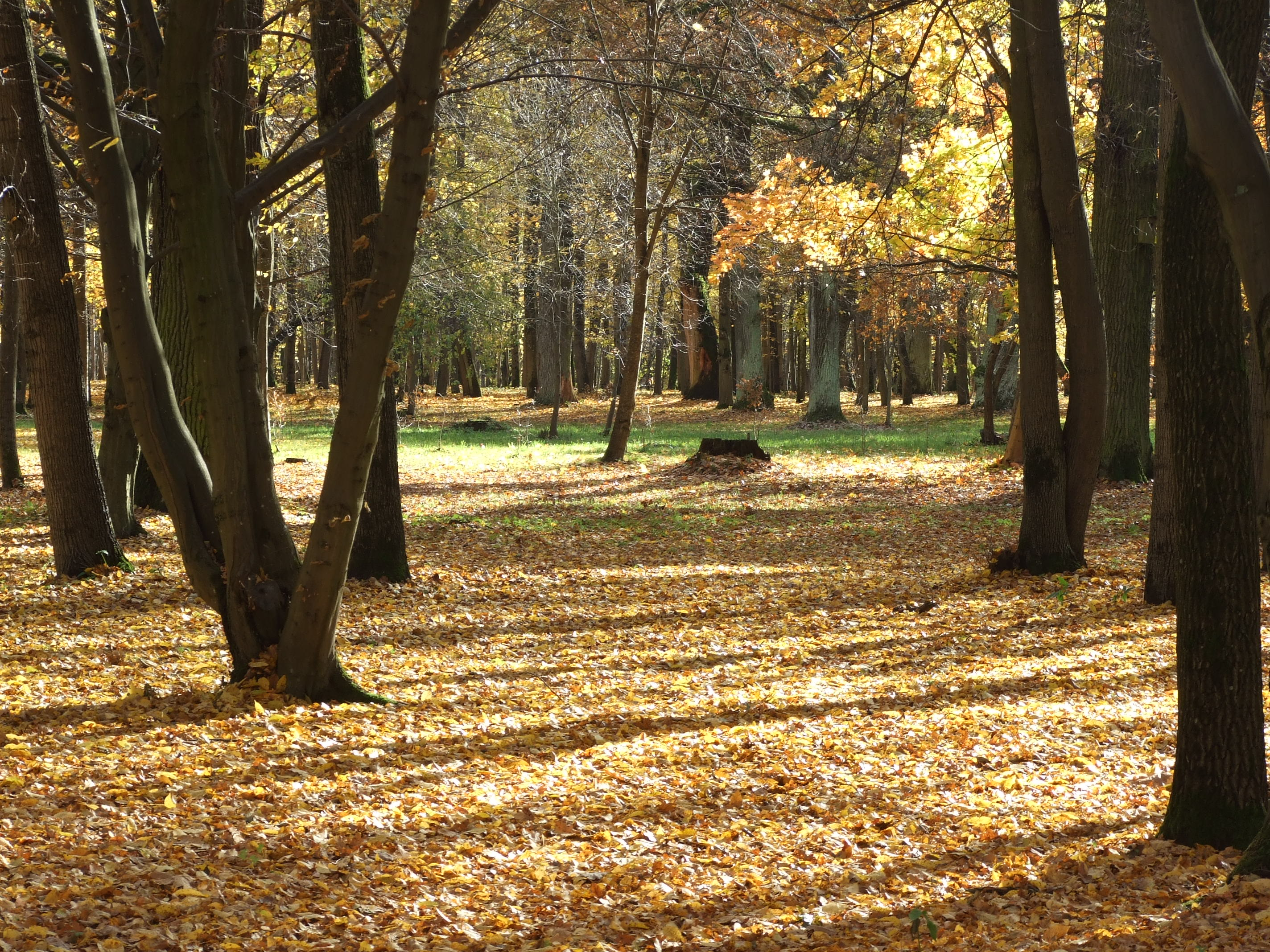
유럽 도시 중 가장 큰 규모를 자랑하는 아주올리나스 숲. 이곳에 자생하는 나무의 수령대는 100년에서 320년에 이른다.

카우나스의 면적은 총 157km2로, 울산 북구만한 크기이다. 이 중 공원과 정원, 숲지대, 자연보호구역, 농경지는 83.2km2에 달하며 절반을 넘는다.

### 행정구역
카우나스는 12개 구로 나뉜다.
| - 알렉소타스 - 첸트라스 - 다이나바 - 에이굴랴이 - 그리추피스 - 파네무네 | - 페트라슈나이 - 샨차이 - 실라이냐이 - 빌리얌폴레 - 잘랴칼니스 |

## 기후
카우나스는 대륙성 습윤 기후 (Dfb)이며 평균기온은 6°C 가량이다. 비교적 높은 위도에 위치한 도시임에도 불구하고 발트해의 난류 덕분에 같은 위도의 다른 도시보다 기후가 선선한 편이다. 다만 그 위도 때문에 낮 시간이 한여름에는 17시간, 한겨울에는 7시간에 불과하다. 카우나스의 서쪽에 위치한 카즐루루다 숲은 도시 주변에 소기후를 형성해 습도와 기온을 조절하며, 서쪽에서 불어오는 강풍을 막는 역할을 한다.
카우나스의 여름은 따뜻하고 습하며 낮 최고기온은 21-22도에 달하고 최저는 12도에 달한다. 다만 날에 따라 최고기온이 30도까지 치솟는 경우가 있다. 이에 반해 겨울은 춥고 눈도 오며, 평균기운은 영하 8도, 최저기온이 영하 15도까지 다다른다. 봄과 가을은 선선하고 포근하다.
| 카우나스의 기후                                                                                             | 카우나스의 기후 | 카우나스의 기후 | 카우나스의 기후 | 카우나스의 기후 | 카우나스의 기후 | 카우나스의 기후 | 카우나스의 기후 | 카우나스의 기후 | 카우나스의 기후 | 카우나스의 기후 | 카우나스의 기후 | 카우나스의 기후 | 카우나스의 기후 |
| 월 | 1월             | 2월             | 3월             | 4월             | 5월             | 6월             | 7월             | 8월             | 9월             | 10월            | 11월            | 12월            | 연간            |
| --- | --------------- | --------------- | --------------- | --------------- | --------------- | --------------- | --------------- | --------------- | --------------- | --------------- | --------------- | --------------- | --------------- |
| 역대 최고 기온 °C (°F)                                                                                      | 11.7 (53.1)     | 14.8 (58.6)     | 23.3 (73.9)     | 28.6 (83.5)     | 31.4 (88.5)     | 32.9 (91.2)     | 34.9 (94.8)     | 35.3 (95.5)     | 33.3 (91.9)     | 23.9 (75.0)     | 16.7 (62.1)     | 11.1 (52.0)     | 35.3 (95.5)     |
| 일평균 최고 기온 °C (°F)                                                                                    | −0.8 (30.6)     | 0.2 (32.4)      | 4.8 (40.6)      | 12.9 (55.2)     | 18.6 (65.5)     | 21.6 (70.9)     | 24.0 (75.2)     | 23.3 (73.9)     | 17.9 (64.2)     | 11.0 (51.8)     | 4.6 (40.3)      | 0.8 (33.4)      | 11.8 (53.2)     |
| 일일 평균 기온 °C (°F)                                                                                      | −3.0 (26.6)     | −2.6 (27.3)     | 1.3 (34.3)      | 7.9 (46.2)      | 13.0 (55.4)     | 16.3 (61.3)     | 18.7 (65.7)     | 18.1 (64.6)     | 13.3 (55.9)     | 7.5 (45.5)      | 2.6 (36.7)      | −1.4 (29.5)     | 7.9 (46.2)      |
| 일평균 최저 기온 °C (°F)                                                                                    | −5.4 (22.3)     | −5.2 (22.6)     | −2.2 (28.0)     | 2.7 (36.9)      | 7.3 (45.1)      | 10.9 (51.6)     | 13.3 (55.9)     | 12.6 (54.7)     | 8.7 (47.7)      | 4.1 (39.4)      | 0.6 (33.1)      | −3.1 (26.4)     | 3.8 (38.8)      |
| 역대 최저 기온 °C (°F)                                                                                      | −35.8 (−32.4)   | −36.3 (−33.3)   | −26.3 (−15.3)   | −12.0 (10.4)    | −3.7 (25.3)     | 0.1 (32.2)      | 2.1 (35.8)      | 0.3 (32.5)      | −3.0 (26.6)     | −13.7 (7.3)     | −21.0 (−5.8)    | −30.6 (−23.1)   | −36.3 (−33.3)   |
| 평균 강수량 mm (인치)                                                                                       | 53.0 (2.09)     | 41.4 (1.63)     | 44.0 (1.73)     | 42.0 (1.65)     | 57.5 (2.26)     | 71.8 (2.83)     | 95.8 (3.77)     | 84.2 (3.31)     | 56.1 (2.21)     | 69.2 (2.72)     | 50.2 (1.98)     | 48.2 (1.90)     | 710.2 (27.96)   |
| 평균 강수일수                                                                                               | 12.29           | 10.77           | 10.40           | 8.50            | 9.25            | 10.76           | 10.72           | 10.51           | 8.46            | 10.76           | 10.65           | 11.21           | 124.53          |
| 평균 상대 습도 (%)                                                                                          | 87              | 84              | 77              | 68              | 67              | 71              | 73              | 75              | 80              | 84              | 89              | 89              | 79              |
| 평균 월간 일조시간                                                                                          | 40.3            | 67.8            | 127.1           | 174.0           | 251.1           | 264.0           | 257.3           | 238.7           | 159.0           | 99.2            | 42.0            | 27.9            | 1,748.4         |
| 출처 1: 세계기상기구 (평년값: 1991년~2020년), 미국 해양대기청 (극값: 1901년~현재)                           |                 |                 |                 |                 |                 |                 |                 |                 |                 |                 |                 |                 |                 |
| 출처 2: 홍콩 천문대 (일조시간), Météo Climat (평년 기온 및 강수량), Time and Date (상대습도: 1985년~2015년) |                 |                 |                 |                 |                 |                 |                 |                 |                 |                 |                 |                 |                 |

## 주민
오늘날 카우나스에 사는 주민의 94%가 리투아니아인이다. 카우나스는 총인구가 31만 명으로 리투아니아에서 두번째로 큰 도시이기도 하다. 2011년 기준 총인구는 315,933명이었으며 그 중 리투아니아인이 93.6%, 러시아인이 3.8%, 우크라이나인이 0.4%, 폴란드인이 0.4%, 벨라루스인이 0.2%, 기타가 1.6%였다.
역사적으로는 1897년 러시아 제국 시절엔 총인구 70,920명이었으며 유대인이 35% (25,052명), 러시아인이 26% (18,308명), 폴란드인이 23% (16,112명)이었고 리투아니아인은 4,092명으로 6%에 불과했다. 독일인이 4.5% (3,340명), 타타르인이 1.5% (1,084명)이었다. 1923년에는 총인구가 92,446명으로 불어났으며 리투아니아인이 58.97% (54,520명)을 차지했다. 그밖에도 유태인이 27.09 % (25,044명), 폴란드인이 4.54% (4,193명), 독일인이 3.54% (3,269명), 러시아인이 3.54% (2,914명), 벨라루스인이 0.18% (171명), 라트비아인이 0.13% (123명), 기타 2.39% (2,212명)이었다.

## 문화

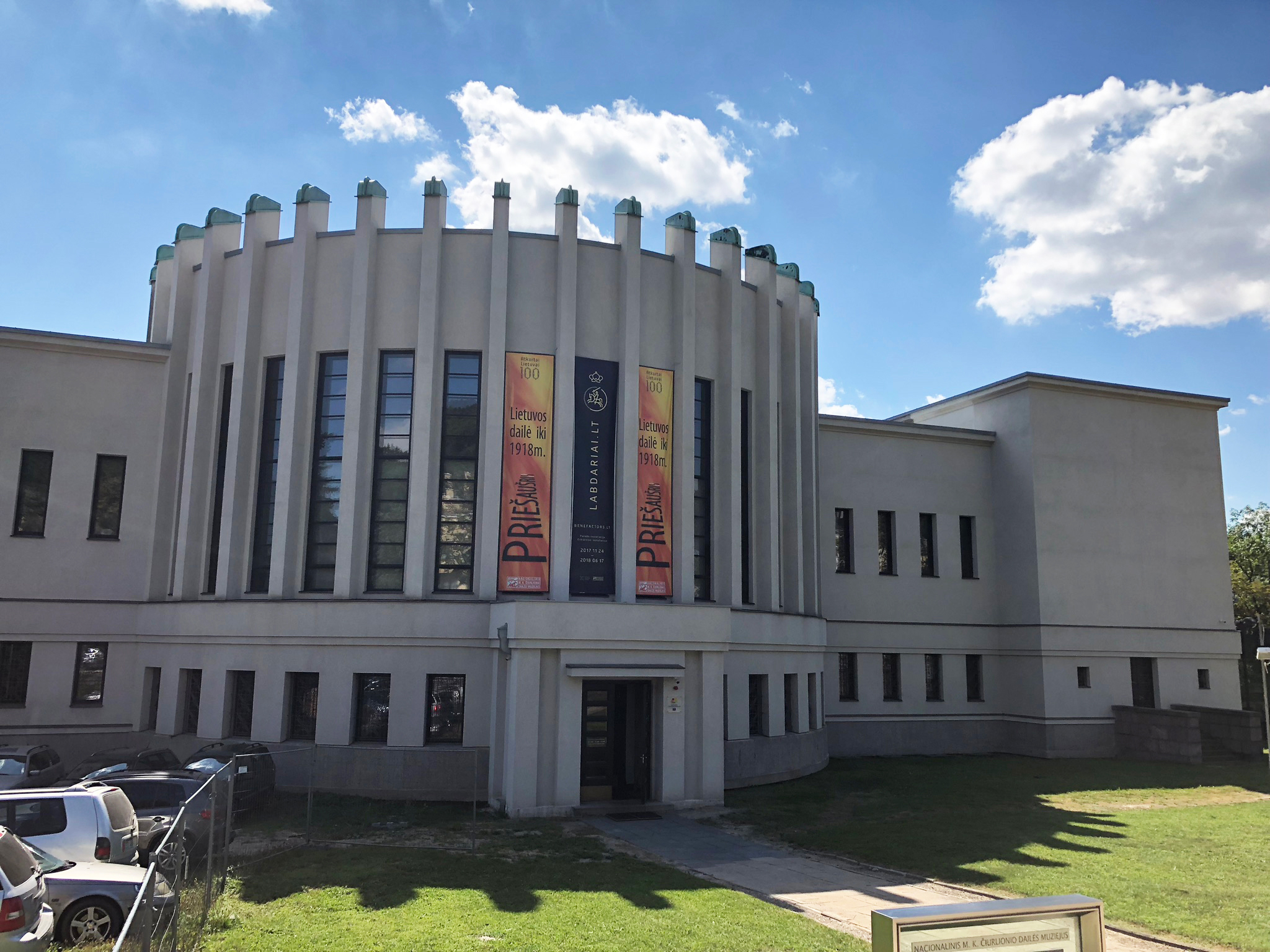
추를료니스 국립미술관 (옛 모습)

카우나스는 예술의 도시이다. 카우나스의 구도심 '센트라스'는 네무나스강과 네리스강이 만나는 지점에 자리해 있으며 유서 깊은 옛날 건축물이 다수 들어서 있다. 구도심의 동쪽에는 신도심이 있으며, 1847년부터 개발을 시작하여 어느 정도 시가지가 조성되자 신도심이라는 이름을 얻었다. 카우나스 중심부에는 보행거리가 조성되어 있는데, 도시 중앙을 관통하는 자유의 거리 (Laisvės alėja)가 특히 유명하다. 이밖에도 구도심의 각 거리는 보행가가 조성되어 있어 걸으며 여행하기에 좋다.
구도심의 주요 명소로는 카우나스 성, 카우나스 시청, 카우나스 대통령궁 등이 있다. 카우나스 시청은 중세 시대 교역과 축제, 그리고 범죄자의 처형 등이 이뤄지던 만남의 광장 역할을 했다. 원래는 목조 건물이었으나 1542년 화재로 소실되었고, 그때 재건하면서 돌로 다시 지었다. 하지만 이 석조건물 역시 소실되면서 1771년 지금의 시청 건물이 지어진 것이다. 오늘날 이곳에는 도자기 박물관이 들어서 있으며, 결혼식장으로도 많이 쓰인다.
비타우타스 마그누스 대학교 아시아 연구 센터와 카우나스 다민족문화센터는 카우나스에서 한국 문화에 대한 행사를 구성한다.